# Ricardo Franco
Ricardo Franco (ur. 4 września 1980 w Aguascalientes) – meksykański aktor telewizyjny.

## Wybrana filmografia

### telenowele
- 2008: La rosa de Guadalupe jako Franco / Flavio
- 2008: Querida Enemiga jako Fernando
- 2009: Mój grzech (Mi Pecado) jako Miguel
- 2009-2010: Mujeres asesinas jako Teniente Morán
- 2010: Llena de amor jako Alfredo
- 2011: Ni contigo ni sin ti jako José Carlos Rivas Olmedo
- 2012: Nieposkromiona miłość (Amor bravío) jako Rodolfo
- 2013: Dzikie serce (Corazón Indomable) jako Eduardo Quiroga
- 2013-2014: Quiero amarte jako Salvador Romero
- 2014: Kotka (La Gata) jako Edgar Suárez
- 2015: Que te perdone Dios jako Gerardo López Guerra
- 2015: Lo imperdonable jako Julio
- 2016: Mujeres de negro jako Rico
- 2016: Po prostu Maria (Simplemente María) jako Laureano Calleja